# ダミアン・ブラウン
ダミアン・ブラウン（Damien Brown、1984年12月25日 - ）は、オーストラリアの男性総合格闘家。ニューサウスウェールズ州オルベリー出身。ザ・ガレージ/チーム・コンプトン所属。

## 来歴
5歳から禅道会空手を始め、12歳の時に黒帯を取得した。オーストラリア陸軍入隊後はしばらく格闘技から離れていたが、2007年に半年間アフガニスタンの紛争地帯へ派遣された後、身体のリハビリと心的外傷後ストレス障害の緩和のためにトレーニングを再開し、2010年にプロ総合格闘技デビュー。

### UFC
2016年3月20日、試合1週間前の緊急オファーを受け、UFC Fight Night: Hunt vs. Mirでアラン・パトリックと対戦。0-3の判定負けを喫した。
2016年7月30日、UFC 201でセザール・アルザメンディアと対戦し、右フックでダウンを奪い、パウンドでKO勝ち。UFC初白星を挙げた。
2016年11月26日、UFC Fight Night: Whittaker vs. Brunsonでジョン・タックと対戦し、判定勝ち。
2017年11月19日、UFC Fight Night: Werdum vs. Tyburaでフランク・カマチョと対戦。激しい打撃戦の末、1-2の判定負けを喫したが、ファイト・オブ・ザ・ナイトを受賞した。
2018年2月11日、UFC 221でキム・ドンヒョンと対戦し僅差の展開となるも、1-2の判定負け。

### RIZIN
2018年12月31日、RIZIN初参戦となったRIZIN.14でダロン・クルックシャンクと対戦し、常に劣勢な展開が続いたがギロチンチョークで逆転一本勝ち。
2019年4月21日、RIZIN.15でDEEPライト級王者の武田光司と対戦し、3-0の判定勝ち。武田にキャリア初黒星をつけた。
2019年10月12日、RIZIN.19のライト級トーナメント1回戦でトフィック・ムサエフと対戦。左ハイキックでぐらつき、追撃のパンチ連打でTKO負けを喫した。
この試合を最後に試合をしていない。以降は、RIZINのPPV放送（英語版）の解説の仕事などをしている。

## 戦績
| 総合格闘技 戦績 | 総合格闘技 戦績 | 総合格闘技 戦績 | 総合格闘技 戦績 | 総合格闘技 戦績 | 総合格闘技 戦績 | 総合格闘技 戦績 |
| --------------- | --------------- | --------------- | --------------- | --------------- | --------------- | --------------- |
| 32 試合         | (T)KO           | 一本            | 判定            | その他          | 引き分け        | 無効試合        |
| 19 勝           | 3               | 9               | 7               | 0               | 0               | 0               |
| 13 敗           | 3               | 4               | 6               | 0               | 0               | 0               |

| 勝敗 | 対戦相手                   | 試合結果                          | 大会名                                        | 開催年月日     |
| ×    | トフィック・ムサエフ       | 1R 4:14 TKO（スタンドパンチ連打） | RIZIN.19 【ライト級トーナメント 1回戦】       | 2019年10月12日 |
| ○    | 武田光司                   | 5分3R終了 判定3-0                 | RIZIN.15                                      | 2019年4月21日  |
| ○    | ダロン・クルックシャンク   | 1R 4:19 ギロチンチョーク          | RIZIN.14                                      | 2018年12月31日 |
| ×    | キム・ドンヒョン           | 5分3R終了 判定1-2                 | UFC 221: Romero vs. Rockhold                  | 2018年2月11日  |
| ×    | フランク・カマチョ         | 5分3R終了 判定1-2                 | UFC Fight Night: Werdum vs. Tybura            | 2017年11月19日 |
| ×    | ヴィンス・ピシェル         | 1R 3:37 KO（右フック）            | UFC Fight Night: Lewis vs. Hunt               | 2017年6月11日  |
| ○    | ジョン・タック             | 5分3R終了 判定2-1                 | UFC Fight Night: Whittaker vs. Brunson        | 2016年11月26日 |
| ○    | セザール・アルザメンディア | 1R 2:27 TKO（右フック→パウンド）  | UFC 201: Lawler vs. Woodley                   | 2016年7月30日  |
| ×    | アラン・パトリック         | 5分3R終了 判定0-3                 | UFC Fight Night: Hunt vs. Mir                 | 2016年3月20日  |
| ○    | プマウ・キャンベル         | 3R 1:14 TKO（パンチ連打）         | XFC 26 【XFCライト級タイトルマッチ】          | 2016年2月20日  |
| ○    | ベン・ゲームス             | 2R 1:57 リアネイキドチョーク      | BRACE 37 【BRACEライト級トーナメント 決勝】   | 2015年11月21日 |
| ○    | グラント・トアトア         | 1R 2:29 ギロチンチョーク          | NZFC 1: A New Beginning                       | 2015年10月17日 |
| ○    | アベル・ブリテス           | 1R 0:17 ギロチンチョーク          | BRACE 36 【BRACEライト級トーナメント 準決勝】 | 2015年9月19日  |
| ○    | シェーン・ヤング           | 5分5R終了 判定2-0                 | XFC 23 【XFCライト級王座決定戦】              | 2015年2月28日  |
| ×    | リッキー・レア             | 1R 3:28 リアネイキドチョーク      | FightWorld Cup 18                             | 2014年8月2日   |
| ×    | ティム・ワイルド           | 5分3R終了 判定0-3                 | Cage Warriors 69: Super Saturday              | 2014年7月7日   |
| ×    | ポール・レッドモンド       | 5分3R終了 判定0-3                 | Cage Warriors 65                              | 2014年3月1日   |
| ×    | ジュリアン・ブースージ     | 5分3R終了 判定0-3                 | Cage Warriors 61                              | 2013年12月13日 |
| ○    | スコット・マクレガー       | 1R 4:58 腕ひしぎ十字固め          | K.O. Martial Arts: Adrenalin-Unleashed        | 2013年6月29日  |
| ×    | 粕谷優介                   | 3R 4:47 腕ひしぎ十字固め          | Legend FC 11                                  | 2013年4月27日  |
| ○    | ロブ・ヒル                 | 5分3R終了 判定3-0                 | BRACE 19                                      | 2013年2月16日  |
| ○    | ウー・ハオチャン           | 5分3R終了 判定3-0                 | Legend FC 9                                   | 2012年6月16日  |
| ○    | ルーク・ヒューム           | 5分3R終了 判定3-0                 | Nitro 5                                       | 2012年3月24日  |
| ×    | 安藤晃司                   | 1R 2:27 横三角絞め                | Legend FC 7                                   | 2012年2月11日  |
| ×    | パトリック・イオディス     | 1R 0:07 TKO（パンチ連打）         | FightWorld Cup 10                             | 2011年11月19日 |
| ×    | ソニー・ブラウン           | 3R 3:01 ゴゴプラッタ              | BRACE 11                                      | 2011年9月17日  |
| ○    | グーカン・トゥルキルマズ   | 3R 3:54 TKO（コーナーストップ）   | Nitro 3                                       | 2011年7月9日   |
| ○    | トーマス・ルーダーマン     | 1R 1:39 リアネイキドチョーク      | BRACE 9                                       | 2011年6月4日   |
| ○    | ルーク・スティーブンス     | 5分3R終了 判定3-0                 | Nitro 2                                       | 2011年3月19日  |
| ○    | ジェイ・トンプソン         | 1R 1:45 腕ひしぎ十字固め          | Christmas Bash 2010                           | 2010年12月18日 |
| ○    | ケニー・イェン             | 3分3R終了 判定3-0                 | AFC 1                                         | 2010年11月12日 |
| ○    | ティム・ラドリー           | 1R リアネイキドチョーク           | Fate MMA: Beyond Human Control                | 2010年6月26日  |

## 獲得タイトル
- XFC Australiaライト級王座（2015年）
- BRACEライト級トーナメント 優勝（2015年）
- BRACEライト級王座（2015年）

## 表彰
- 禅道会 黒帯
- ブラジリアン柔術 黒帯
- UFC ファイト・オブ・ザ・ナイト（1回）

### 試合映像
1. ↑  『【試合映像】武田光司 vs. ダミアン・ブラウン （※ハイライト）RIZIN.15』RIZIN公式YouTubeチャンネル、2019年。
2. ↑  『【試合映像】トフィック・ムサエフ vs. ダミアン・ブラウン / Tofiq Musayev vs. Damien Brown - RIZIN.19』RIZIN公式YouTubeチャンネル、2019年。

### 補足映像
1. ↑  『【番組】RIZIN CONFESSIONS #32（※番組内で試合映像＆ダミアン・ブラウンとダロン・クルックシャンクによる試合振り返りドキュメンタリー番組）』RIZIN公式YouTubeチャンネル、2018年。